# Julian Mytnik
Julian Mytnik (Krakkó, 1911. november 24. – Krakkó, 1976) lengyel nemzetközi labdarúgó-játékvezető.

## Pályafutása

### Nemzeti játékvezetés
1952-ben lett az I. Liga játékvezetője. Az aktív nemzeti játékvezetéstől 1964-ben vonult vissza.

### Nemzetközi játékvezetés
A Lengyel labdarúgó-szövetség Játékvezető Bizottsága (JB) terjesztette fel nemzetközi játékvezetőnek, a Nemzetközi Labdarúgó-szövetség (FIFA) 1957-től tartotta nyilván bírói keretében. Több nemzetek közötti válogatott és klubmérkőzést vezetett, vagy működő társának partbíróként segített. Az aktív nemzetközi játékvezetéstől 1960-ban búcsúzott.

#### Nemzetközi kupamérkőzések

##### UEFA-bajnokok ligája
| Időpont          | Helyszín                  | Mérkőzés típusa         | Mérkőzés                       | Eredmény |
| ---------------- | ------------------------- | ----------------------- | ------------------------------ | -------- |
| 1960. október 5. | Újpesti Stadion, Budapest | selejtező (2. mérkőzés) | Újpesti Dózsa–FK Crvena zvezda | 3 : 0    |

## Külső hivatkozások
- Julian Mytnik. World Referee. [2012. október 7-i dátummal az eredetiből archiválva]. (Hozzáférés: 2013. január 22.)
- Julian Mytnik. footballzz.com. (Hozzáférés: 2013. január 22.)